# Алпаслан Кайа
Алпаслан Кайа (Alpaslan Kaya, нар. 7 квітня 1975, Стамбул) — турецький бізнесмен, Почесний Консул Угорщини, лицар.
Закінчив Флоридський Столичний Університет у місті Флорида. Отримавши бакалаврську освіту у США, він став членом керівного органу та президентом різноманітних фірм, що перебували у структурі Кочйака Холдингу. Заснувавши власні фірми в Америці та Угорщині, він отримував іноземні інвестиції. Починаючи з 2010-го року, займає посаду Президента Керівного Органу у Кале Глобал Холдингу. Кале Глобал Холдинг впроваджує свою діяльність у таких країнах як: Туреччина, Україна, Ліван та Угорщина. Алпаслан Кайа одружений з Ебру Кайа, та є батьком двох дочок, Мерве та Міна.
Після того як Алпаслан Кайа став Почесним Консулом Угорщини у 2013-му році, він зайняв посаду Президента Турецько-Угорської Торгово-промислової палати. Займався різноманітною організаційною діяльністю, такою як: написання книги про Угорського царя Токелі Імре, будування скульптури Тугрула Кушу та відкриття Воріт Секел в місті Коджаелі, також організація вистави Спільноти Угорських Народних Танців в місті Гебзе.
На церемонії вручення Ордену за Заслуги, Алпаслану Кая було присвоєно відповідний орден за велику користь, яку він приніс Угорщині Освітній, Культурній та Економічній галузях . В березні 2015-го року, Алпаслан Кая, що отримав Орден за Заслуги, вручений президентом Угорщини Яношом Адером, увійшов в Історію як четвертий турок що відзначився цією нагородою, наряду з такими видатними особами як Мустафа Кемаль Ататюрк та Абдуллах Гюл. Крім того у березні 2016-го року, зі сторони Кембриджського Коледжу, Алпаслан Кайя відзначився Почесним званням Доктора в області Міжнародна Торгівля.

## Членство
- Член Органу Міжнародних Економічних Відносин Туреччини (DEİK)
- Помічник Президента Ради Робочих відносин Туреччини та Швейцарії
- Член Ради Робочих відноси Туреччини з Бельгією та Туреччини з Францією
- Член Промислової Палати міста Стамбул
- Член Економічної Палати міста Стамбул
- Член Конгресу Спортивного Клубу Фенербахче
- Продовжує обіймати посаду Президента Угорського Органу Культури та Солідарності